# Hrženik
Hrženik je naseljeno mjesto u Republici Hrvatskoj u Zagrebačkoj županiji. 

## Zemljopis
Administrativno je u sastavu općine Krašić. Naselje se proteže na površini od 0,64 km².

## Stanovništvo
Prema popisu stanovništva iz 2001. godine u Hrženiku živi 135 stanovnika i to u 36 kućanstava. Gustoća naseljenosti iznosi 210,94 st./km².
| broj stanovnika | 174   | 192   | 226   | 250   | 256   | 301   | 296   | 285   | 233   | 216   | 197   | 198   | 173   | 154   | 135   | 106   | 94    |
|                 | 1857. | 1869. | 1880. | 1890. | 1900. | 1910. | 1921. | 1931. | 1948. | 1953. | 1961. | 1971. | 1981. | 1991. | 2001. | 2011. | 2021. |

## Poznate osobe
- Josip Torbar, hrvatski pravnik i političar.

## Znamenitosti
- Crkva sv. Ivana Krstitelja, zaštićeno kulturno dobro